# 札基
札基 （[ˈʐarki]）(德語：Zarki)是波蘭西里西亞省米斯澤科夫區的一座城鎮，擁有4,387名居民（2004年）。

## 外部連結
- 琴斯托霍瓦-拉多姆斯科區研究小組(CRARG)給猶太人
- Leśniów （页面存档备份，存于） 專門給邪教的聖母瑪利亞的避難所。札基市長是波爾霍夫。

50°38′N 19°22′E / 50.633°N 19.367°E